# Vĩ tuyến

Năm đường vĩ tuyến đặc biệt

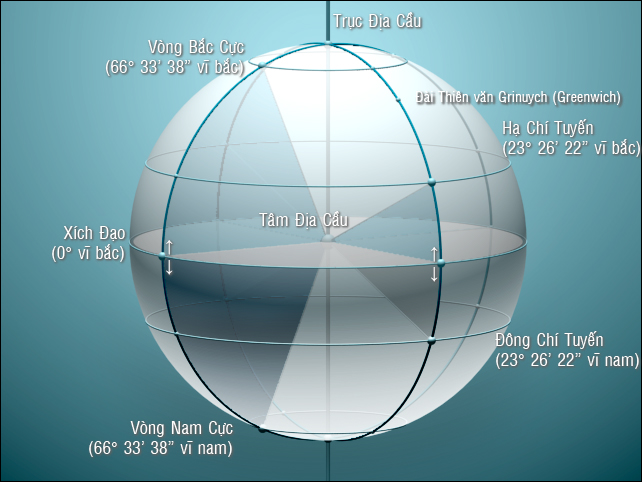
Năm đường vĩ tuyến đặc biệt của Địa Cầu

Trên Trái Đất hay các hành tinh hoặc thiên thể hình cầu, vĩ tuyến là các đường tròn nối tất cả các điểm có cùng vĩ độ. Trên Trái Đất, đường tròn này có hướng từ đông sang tây. Vị trí trên vĩ tuyến được xác định bằng kinh độ. Một vĩ tuyến luôn vuông góc với một kinh tuyến tại giao điểm giữa chúng. Các vĩ tuyến ở gần cực Trái Đất có đường kính nhỏ hơn.
Có 5 vĩ tuyến đặc biệt trên Trái Đất. Bốn vĩ tuyến được định nghĩa dựa vào mối liên hệ giữa góc nghiêng của Trái Đất so với mặt phẳng quỹ đạo của nó quanh Mặt Trời. Vĩ tuyến thứ năm, xích đạo, nằm giữa hai cực. 5 vĩ tuyến đó là
- Vòng Bắc cực (66° 33' 38" vĩ bắc)
- Hạ chí tuyến (23° 26' 22" vĩ bắc)
- Xích đạo (0° vĩ bắc)
- Đông chí tuyến (23° 26' 22" vĩ nam)
- Vòng Nam Cực (66° 33' 38" vĩ nam)

Hạ chí tuyến và đông chí tuyến là các ranh giới phía bắc và phía nam của vùng đất trên Trái Đất có thể thấy được Mặt Trời đi qua đỉnh đầu trong ít nhất một thời điểm trong năm. Vòng cực bắc và vòng cực nam là ranh giới của vùng xung quanh cực Trái Đất, nơi có thể nhìn thấy Mặt Trời trong suốt ít nhất một ngày giữa mùa hè trong năm.
Các vĩ tuyến là các đường tà hành, nhưng ngoại trừ xích đạo, chúng không phải là vòng tròn lớn, và do đó không chứa các cung là quãng đường ngắn nhất giữa các điểm, ngược với những gì nhìn thấy trên một số bản đồ nơi chúng được vẽ bằng các đường thẳng. Các chuyến bay trên bắc bán cầu giữa các điểm có cùng vĩ độ sẽ đi theo đường ngắn nhất trông giống một đường cong lệch về phía bắc trên các bản đồ như trên.
Các cung trên vĩ tuyến trên Trái Đất đôi khi được dùng làm biên giới giữa các quốc gia và vùng lãnh thổ. Một vài vĩ tuyến được dùng như biên giới:
- Biên giới giữa Canada và Hoa Kỳ hầu như hoàn toàn nằm trên vĩ tuyến 49° bắc, ngoại trừ phần giữa Québec và Vermont nằm trên vĩ tuyến 45° bắc.
- Vĩ tuyến 38° bắc được dùng để phân chia Bắc Triều Tiên và Hàn Quốc.
- Vĩ tuyến 17° bắc được dùng để phân chia Việt Nam theo hiệp ước Genève.
- Vĩ tuyến 60° nam được dùng để phân định biên giới cho châu Nam Cực

Trái Đất hiện tại có 181 đường vĩ tuyến (tính cả xích đạo là vĩ tuyến đặc biệt).